# Radu IV.
Radu IV., zvaný Velký (rumunsky Radu cel Mare) († 1508) byl kníže Valašského knížectví mezi zářím 1495 a dubnem 1508. Následoval svého otce Vlada Călugărula, jednoho ze tří bratrů Vlada III. Draculy (Vlad Țepeș). Oženil se s princeznou Andrijou Crnojević ze Zety. Za jeho vlády se v zemi šířil knihtisk. Pokoušel se navázat přátelské styky s moldavským knížectvím, Polskem a Uherskem. Po Raduovi nastoupil na trůn bratranec Mihnea I., syn jeho strýce Vlada Draculy.